# Theresienstein

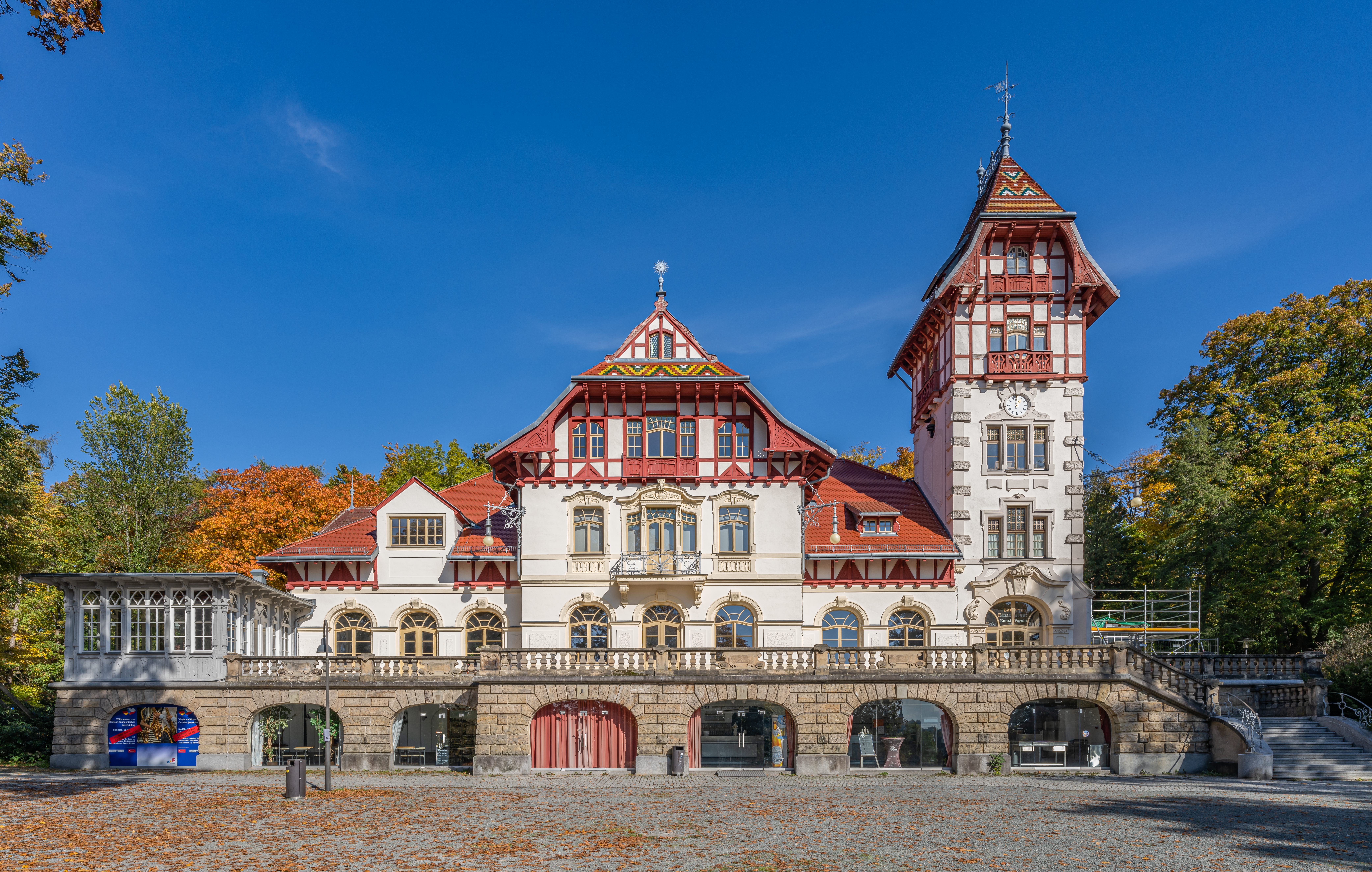
Theresienstein Hof

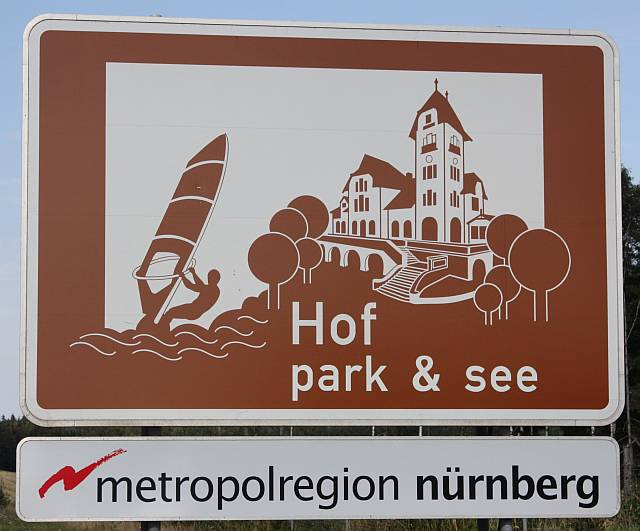
Unterrichtungstafel an der Autobahn

Der Bürgerpark Theresienstein liegt im Stadtteil Theresienstein im Norden der Stadt Hof in Bayern. Seine Geschichte reicht bis ins Jahr 1816 zurück, damit gehört der Theresienstein zu den ältesten deutschen Bürgerparks.
Benannt ist der Park nach Königin Therese Charlotte, der Gemahlin des bayerischen Königs Ludwig I. Maßgeblichen Einfluss auf die Gestaltung hatte von 1861 bis 1899 der Hofer Stadtbaurat Johann Gottlob Thomas.
Die Parkanlage war 1994 in die bayerische Landesgartenschau in Hof einbezogen. Im Jahre 2003 wurde der Theresienstein mit dem Titel Schönster Park Deutschlands ausgezeichnet.

## Lage

Lageplan des Theresienstein im Stadtgebiet

Der 70 ha große Park liegt nordöstlich im Stadtgebiet, auf einer Anhöhe, die im Norden der Innenstadt beginnt und sich dann oberhalb des Lettenbachs in Richtung des Stadtteils Haidt erstreckt. Im Südwesten des Parks, unterhalb des Fröhlichensteins, fließt die Saale.

## Geschichte

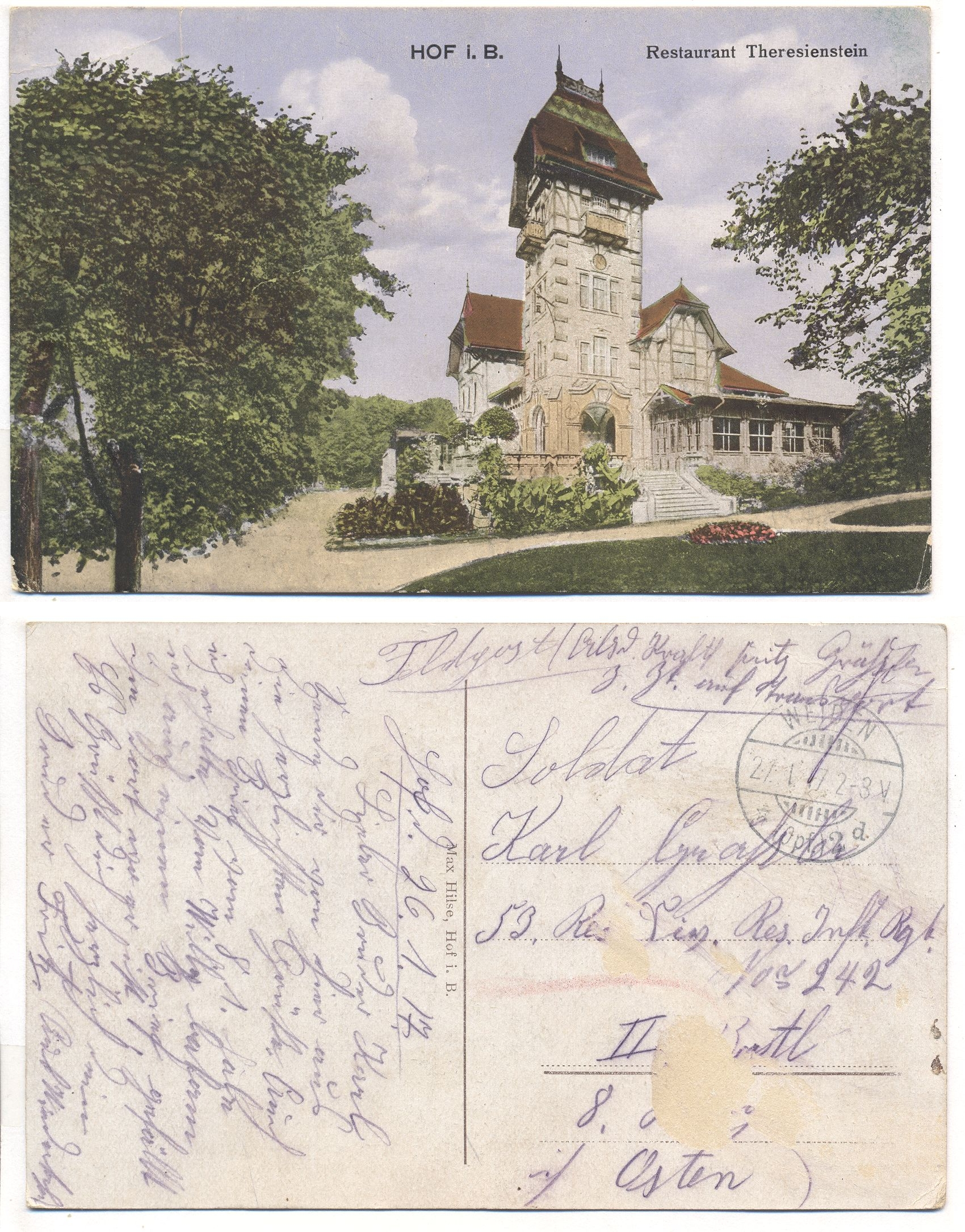
Ansichtskarte von 1917

Anfang des 19. Jahrhunderts waren aufgrund der Folgen des Siebenjährigen Krieges und der Abholzung die Berge und Höhen um Hof kahl. Deshalb wurde 1819 damit begonnen, das Gebiet um die – wegen ihrer Ähnlichkeit so genannten – Zwillingsfelsen wieder aufzuforsten. In dem so entstandenen Park Fröhlichenstein wurde 1819 ein Sonnentempel errichtet.
Im Jahr 1829 wurde die Anlage in westlicher Richtung vergrößert. Es entstanden unterschiedliche Parkräume wie z. B. ein Obstbaumquartier, Einzelbäume, mit Sommerblumen unterpflanzt, Rosenbeete und Quartiere mit verschiedenen Laub- und Nadelholzpflanzungen. 1832 wurde das erste Wirtschaftsgebäude im klassizistischen Stil errichtet, das bei den Bürgern als Ausflugslokal und Ort der Geselligkeit sehr beliebt war.
Seinen jetzigen Namen Theresienstein erhielt der Fröhlichenstein aufgrund des Besuches der Königin Therese von Bayern am 22. August 1836.
Nachdem das alte Wirtschaftsgebäude am Theresienstein zu klein und renovierungsbedürftig geworden war, wurden 1902 ein neues Gebäude und ein Pavillon im Jugendstil errichtet. Das Gebäude wird wie der Park als Theresienstein, oder kurz „Stein“ bezeichnet. Viele Wander- und Spazierwege durchziehen den Park. Seine Wurzeln liegen in der Idee, eine für alle Bürger zugängliche Naherholungsmöglichkeit zu schaffen.
Der Park umfasst neben dem Wirtschaftsgebäude und der Labyrinth-Ruine seit 1929 einen botanischen und seit 1954 einen zoologischen Garten. Der botanische Garten sollte anfangs einem Schulgarten gleichen, doch im Zweiten Weltkrieg wurde er stark vernachlässigt. Seit den 1960er-Jahren wurde wesentlich in den Garten investiert.
Im Durchschnitt alle 75 Jahre bebt im Egergraben die Erde, die Auswirkungen sind auch im Vogtland zu spüren. Da der einzige Seismograph Bayerns in München stand, kauften die Hofer Bürger im Jahr 1909 selbst ein derartiges Erdbebenmessgerät und installierten es am Theresienstein im „Erdbebenhäuschen“. In den 1960er Jahren wurde der Seismograph nach München gebracht und im Deutschen Museum eingelagert. Zum 110. Jubiläum wurde er restauriert und nach Hof zurückgeholt.

## Beschreibung und Gestaltung des Parks

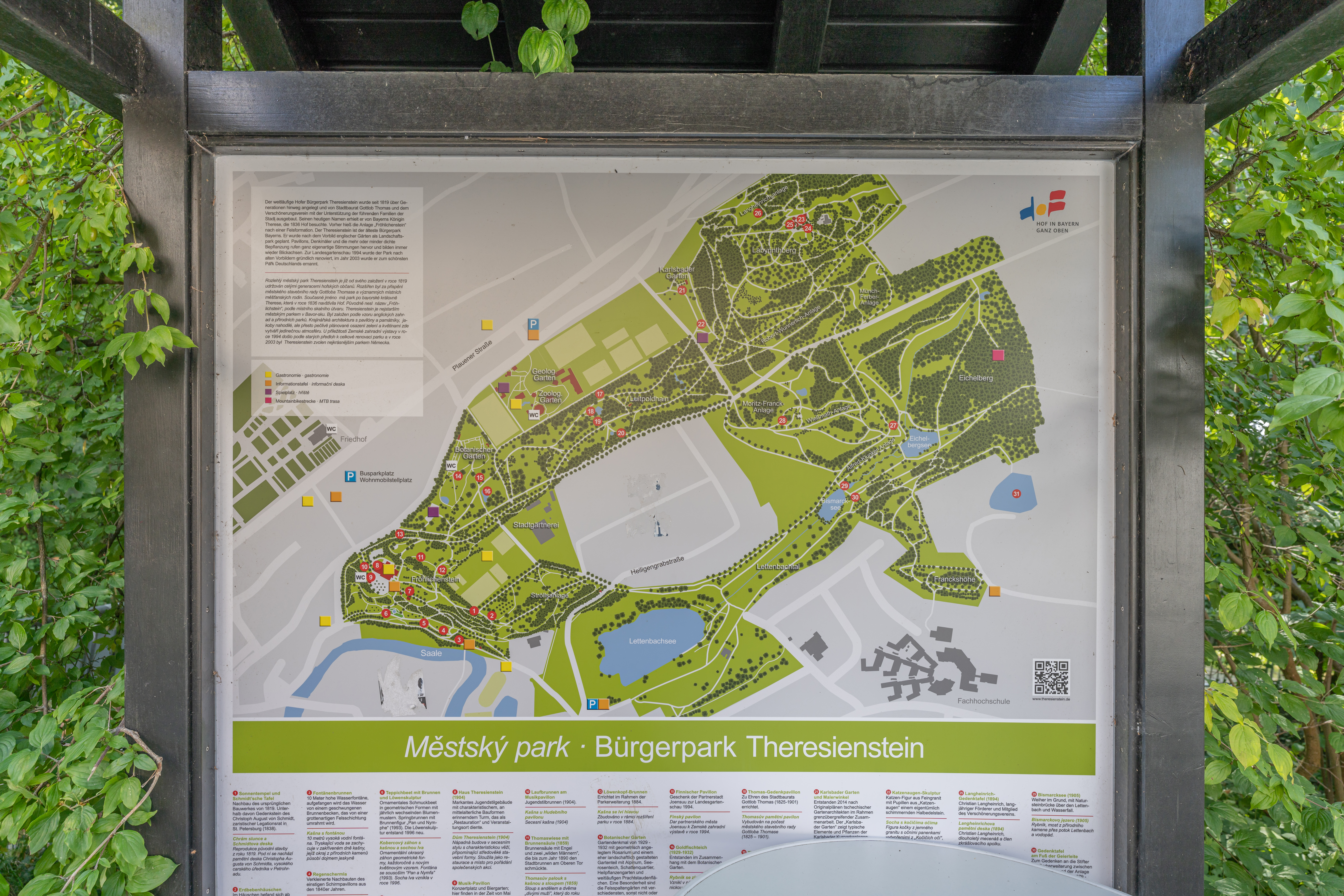
Übersichtskarte

(Quelle:)

### Fröhlichenstein
- Der Fröhlichenstein wird oft auch als Theresienstein im engeren Sinne bezeichnet.
  - Das Wirtschaftsgebäude (Haus Theresienstein) befindet sich im Westen des Parks. Auf dem Vorplatz befindet sich im Sommer ein Biergarten.
  - Der Musikpavillon ist ein Pavillon gegenüber dem Wirtschaftsgebäude, das etwa für die Promenadenkonzerte der Hofer Symphoniker in den Sommermonaten genutzt wird. Neben dem Pavillon befindet sich der Laufbrunnen aus dem Jahr 1904.
  - Der Pavillon am Palmenbeet ist ein neuerbauter Pavillon aus dem Jahr 1994, an diesem Platz wurden früher Palmen aufgestellt.
  - Die Regenschermla sind Nachbauten eines ehemaligen Schirmpavillons aus den 1840er Jahren.
  - Der Fontänenbrunnen ist ein grottenartiger Brunnen mit einem geschwungenen Brunnenbecken und einer 10 Meter hohen Fontäne.
  - Der Sonnentempel ist der Nachbau eines Gebäudes aus dem Jahr 1819. Unterhalb des Tempels befindet sich der Gedenkstein von Christoph August von Schmidt, dem zaristischen Legationsrat in Sankt Petersburg.
  - Im Erdbebenhäuschen war von 1909 an ein Apparat zur Messung von Erdbewegungen untergebracht.
  - Der Löwenkopf-Brunnen wurde 1884 errichtet.
  - Die Thomashöhe ist ein Aussichtshügel mit einem chinesischen Turm aus dem Jahr 1885, unterhalb dieses Pavillons befindet sich ein Schmuckbeet.
  - Die Brunnensäule auf der Thomaswiese schmückte bis 1890 den Brunnen am Oberen Tor.
- Pleasureground
  - Unterhalb des Wirtschaftsgebäudes befindet sich ein Ensemble, bestehend aus einem Springbrunnen, einem ornamentalen Schmuckbeet und einer 1996 entstandenen Löwenskulptur.
  - Das Heerdegen-Häuschen ist ein Gartenhaus in Form eines griechischen Prostylos, benannt nach dem Stadtmagistrat Heerdegen.
- Ströllsanlage

### Luitpoldhain
- Der Luitpoldhain befindet sich zwischen Fröhlichenstein und Labyrinthberg, an der Nordseite des Parks.
  - Der Finnische Pavillon war ein Geschenk der finnischen Partnerstadt Joensuu zur Landesgartenschau 1994.
  - Der Goldfischteich ist zusammen mit dem Botanischen Garten von 1929–1932 entstanden.
  - Die Gemüsehütte wurde von Hobbygärtnern als Verkaufsstelle für Obst und Gemüse genutzt.
  - Der Thomas-Gedenkpavillon wurde zu Ehren des Stadtbaurats Gottlob Thomas erbaut.
  - Das Frosch-Basin ist ein großes Becken mit wasserspeienden Fröschen und einer Fontäne und wurde zur Landesgartenschau 1994 reaktiviert. Erbaut wurde der Brunnen 1882 von Margarete Wiggen.
- Der Botanische Garten befindet sich an der Nordwestseite des Parks
- Der Zoologische Garten ist 2 ha groß und befindet sich seit der Gründung 1954 im Bürgerpark Theresienstein.

### Labyrinthberg
- Der Labyrinthberg ist der älteste und östlichste Teil des Parks.
  - Die Labyrinth-Ruine befindet sich im Nordosten des Bürgerparks Theresienstein.
- Der Karlsbader Garten ist ein Gemeinschaftsprojekt der befreundeten Städte Karlovy Vary und Hof und wurde 2014 nach Plänen von tschechischen Gartenarchitekten im Stil der Karlsbader Kurparkanlagen errichtet.
- Hermann-Müller-Anlage
  - Die Katzenaugen-Skulptur ist eine Katzenfigur aus Feingranit, die Pupillen wurden aus schimmernden Halbedelsteinen gefertigt.
  - Kinder-Klettergerüst
- Langheinrichsanlage
  - Der Alte Steinbruch ist ein ehemaliger Diabas-Steinbruch.
- Robert-Wunnerlich-Anlage
- Münch-Ferber-Anlage

### Eichelberg
- Moritz-Franck-Anlage
  - Der Weisheitstempel wurde 1907 errichtet und war ein Geschenk der Gebrüder Weisheit.
  - Wießmath-Anlage
- Alfred-Klunker-Anlage
  - Über dem Lettenbachtal befindet sich ein Aussichtsplatz mit Balustrade.

### Lettenbachtal und Franckshöhe
- Das Lettenbachtal befindet sich an der Südseite des Bürgerparks.
  - Der Lettenbachsee war früher die Grube einer Ziegelei, in der Lehm (Letten) abgebaut wurde.
  - Der Bismarcksee ist ein Weiher mit einem Wasserfall sowie einer Brücke aus Naturstein über den Lettenbach
  - Der Eichelbergsee befindet sich östlich des Lettenbach- und des Bismarcksees
  - Der ehemalige Marmorbruch ist der letzte Steinbruch, in dem der Hofer Marmor abgebaut wurde.
- Franckshöhe

### Galerie

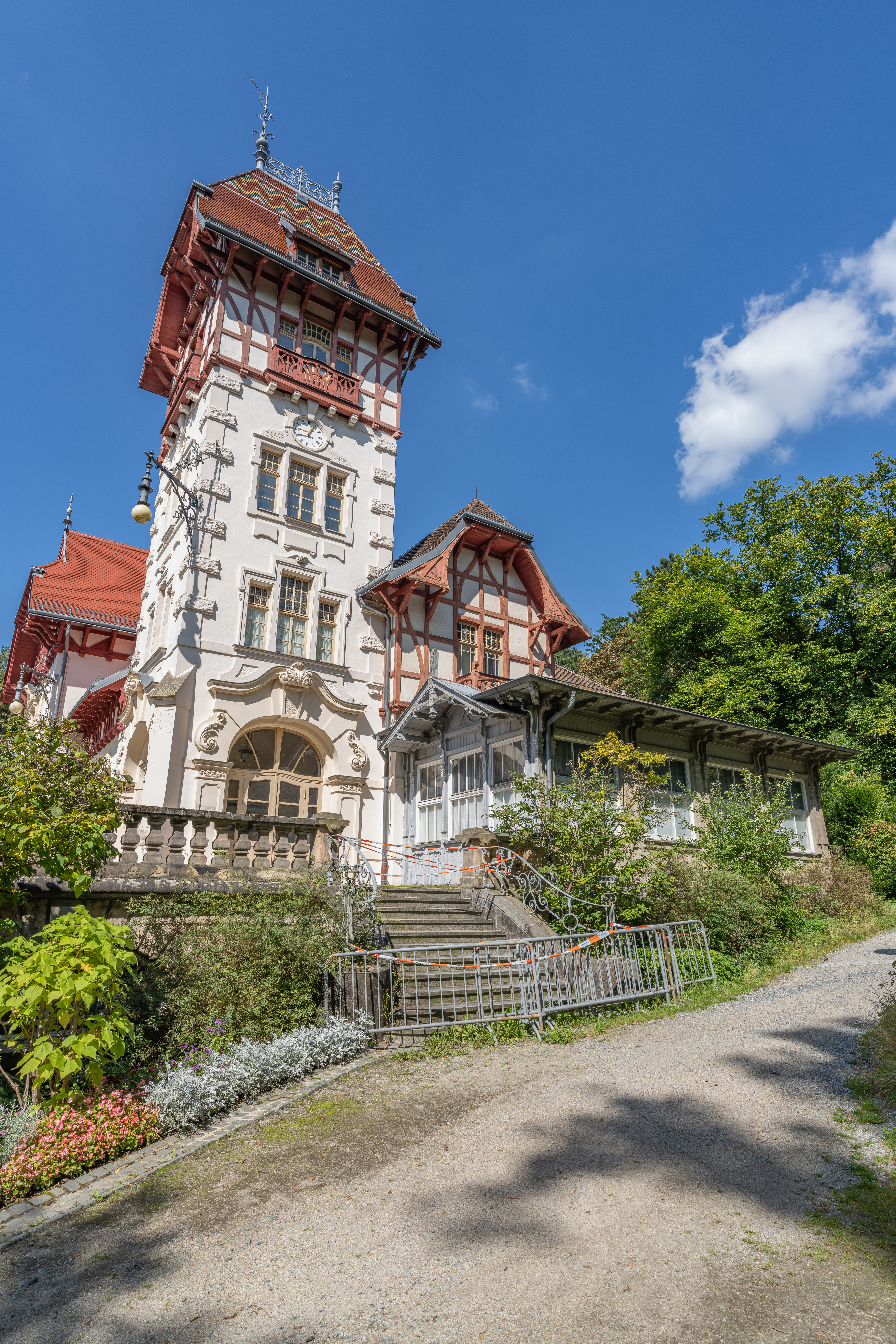
Haus Theresienstein
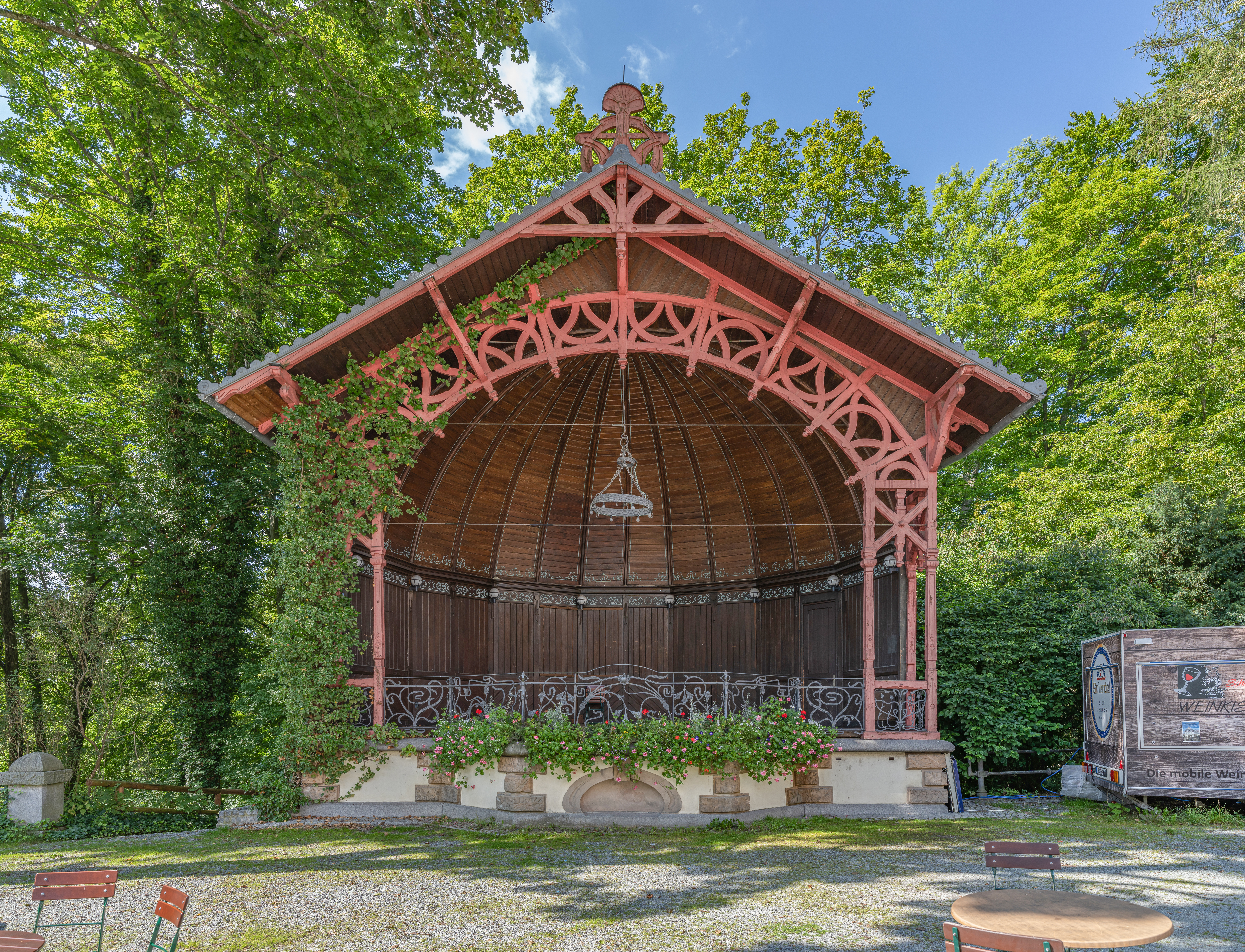
Musikpavillon
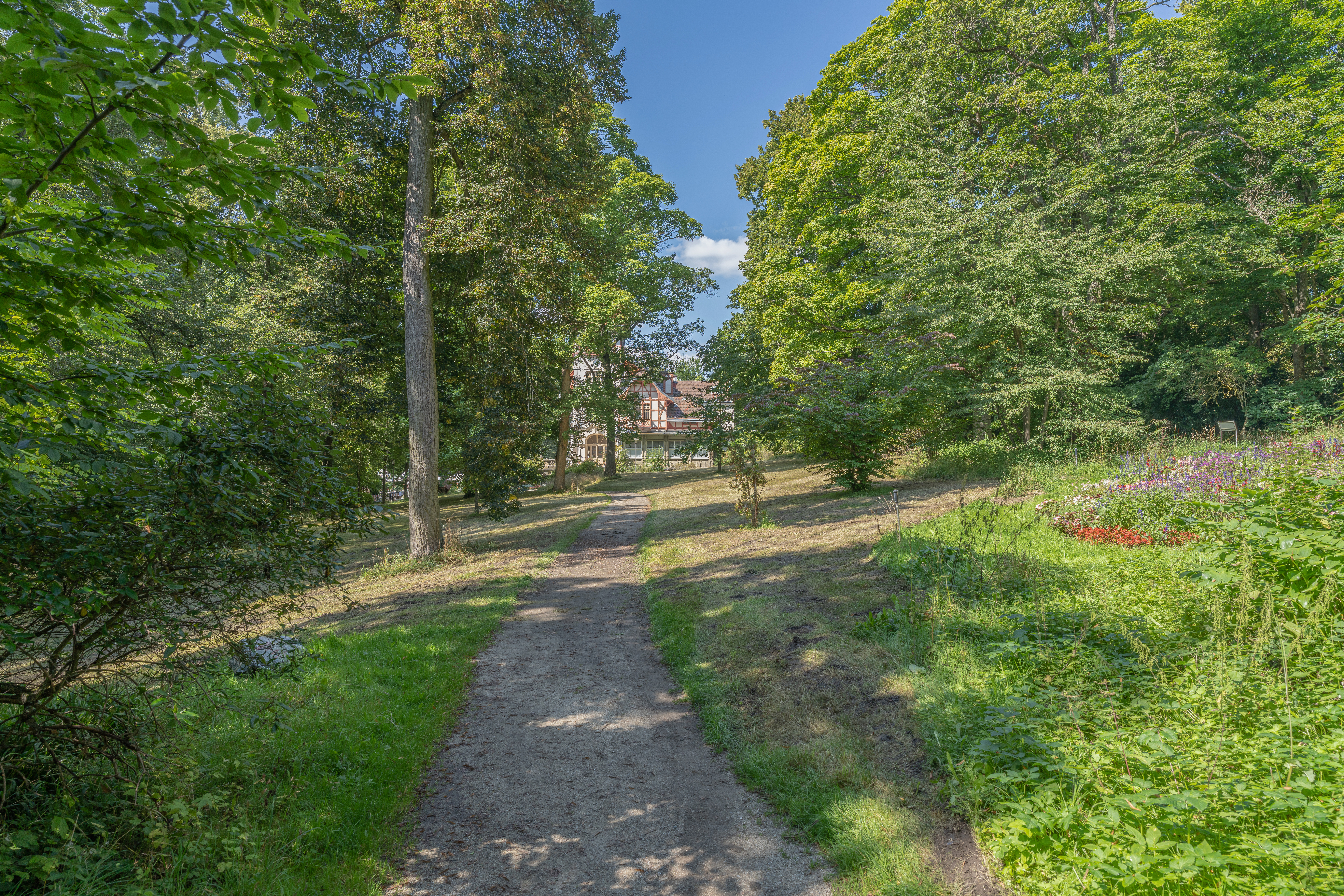
Weg auf dem Fröhlichenstein
Thomashöhe mit Pavillon
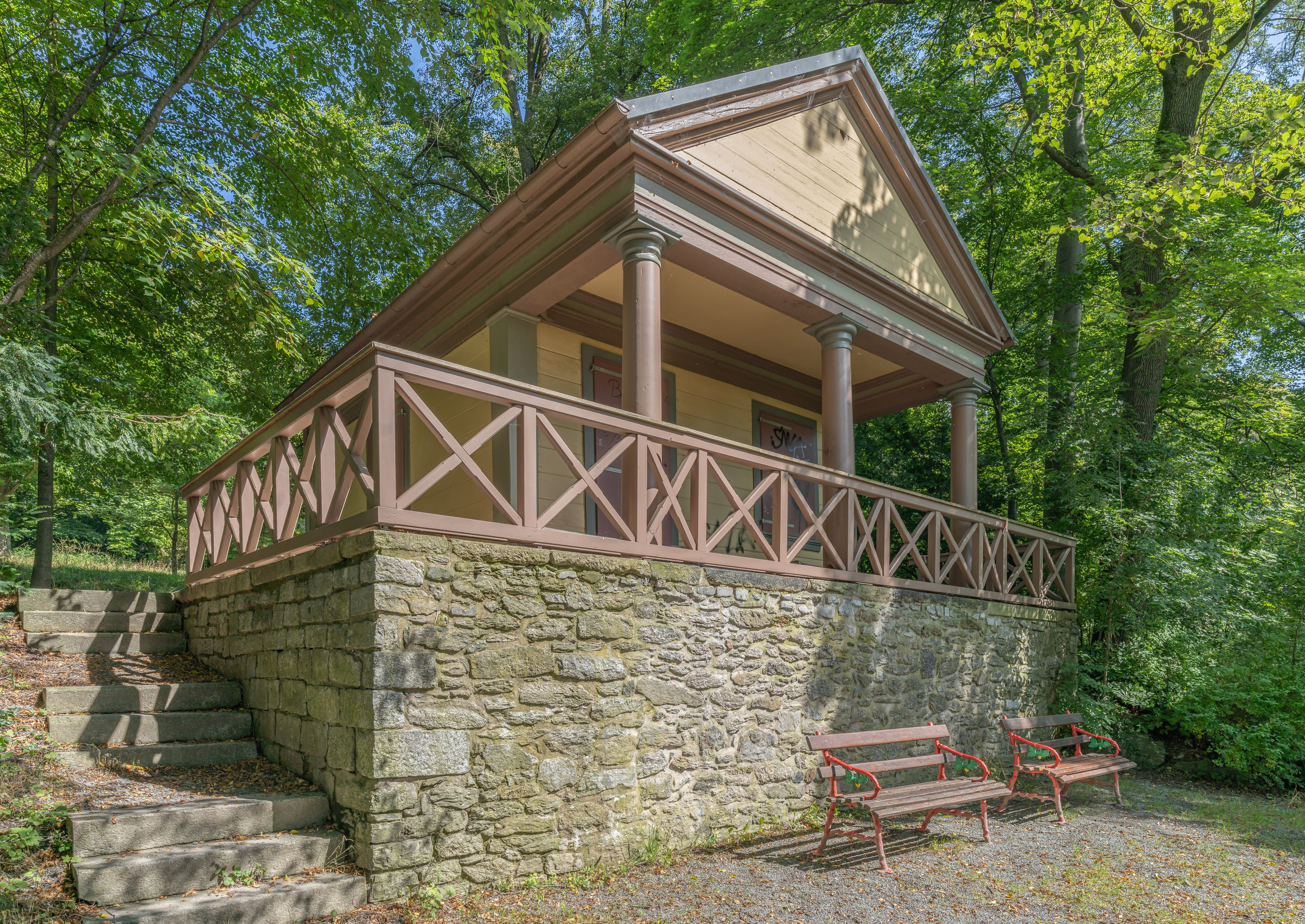
Heerdegen-Häuschen
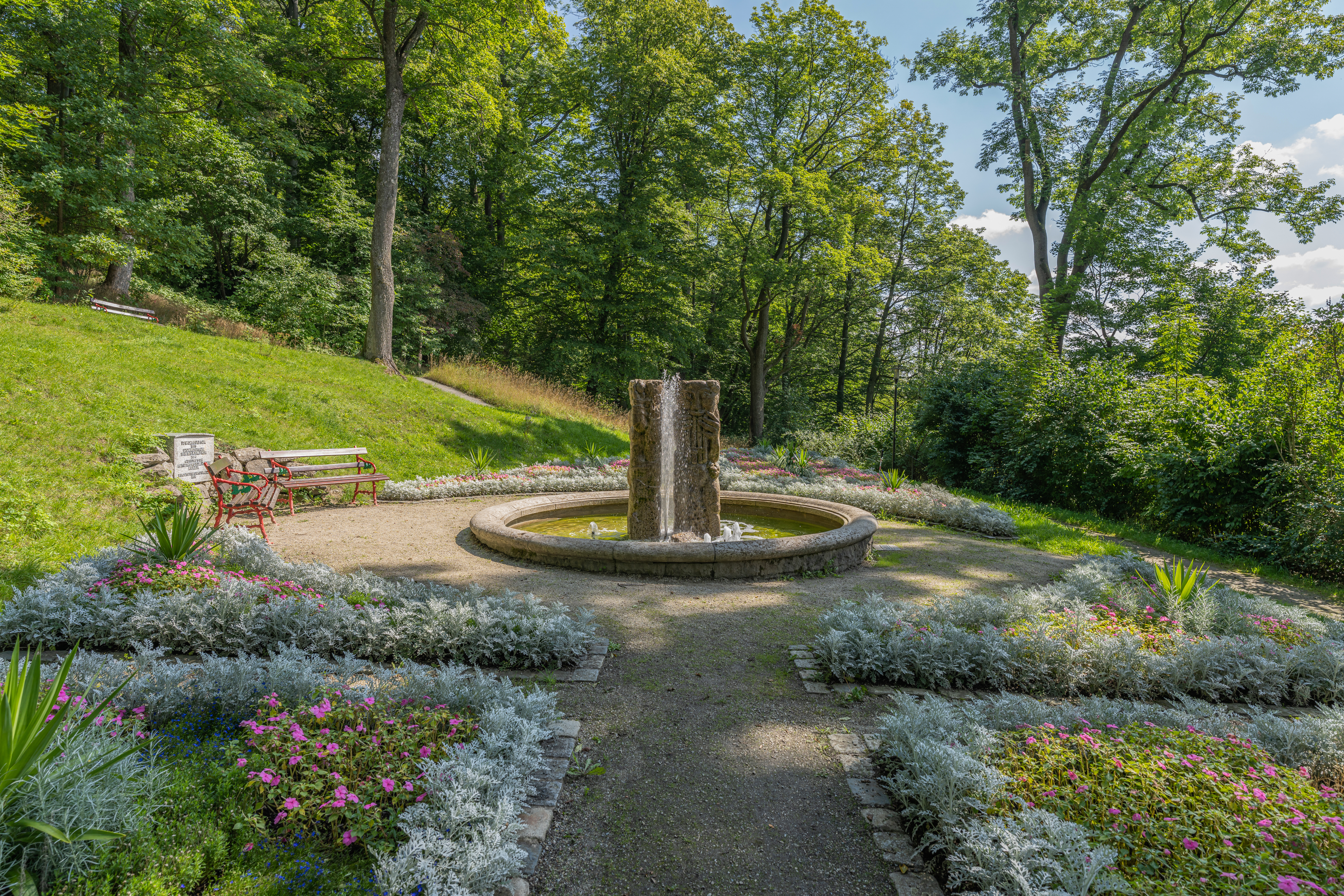
Springbrunnen mit Brunnenfigur
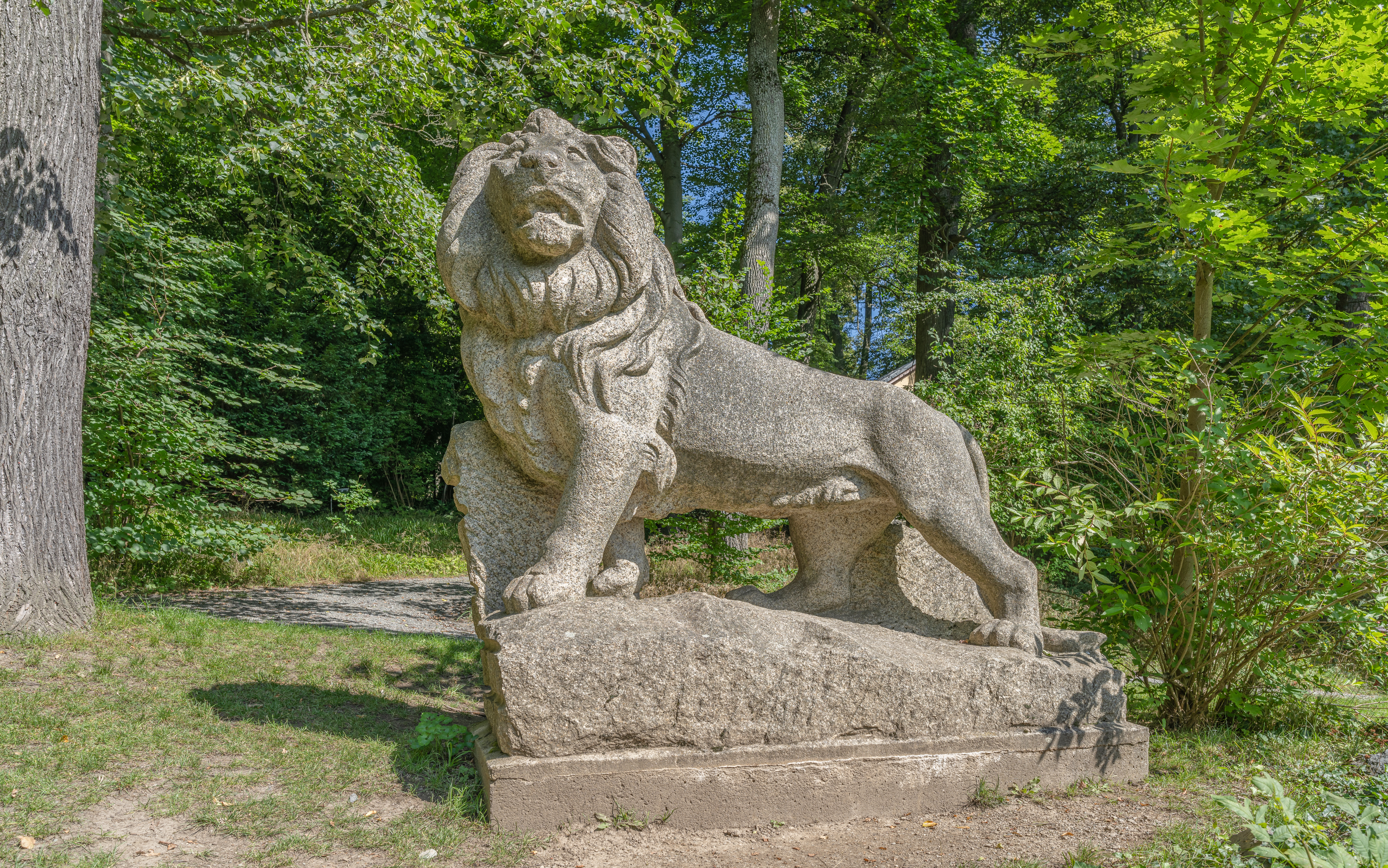
Löwenskulptur am Fröhlichenstein
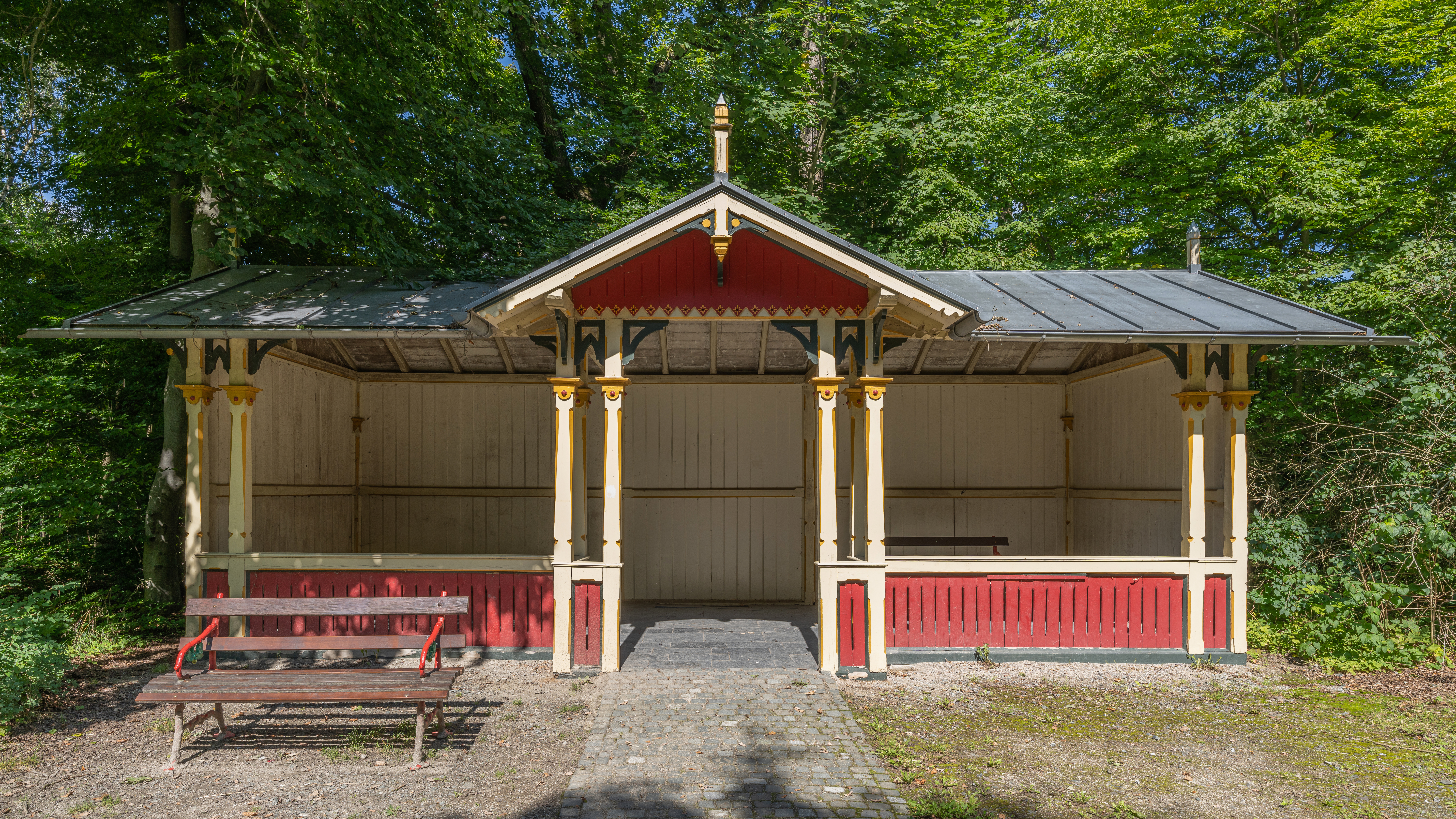
Gemüsehütte im Luitpoldhain
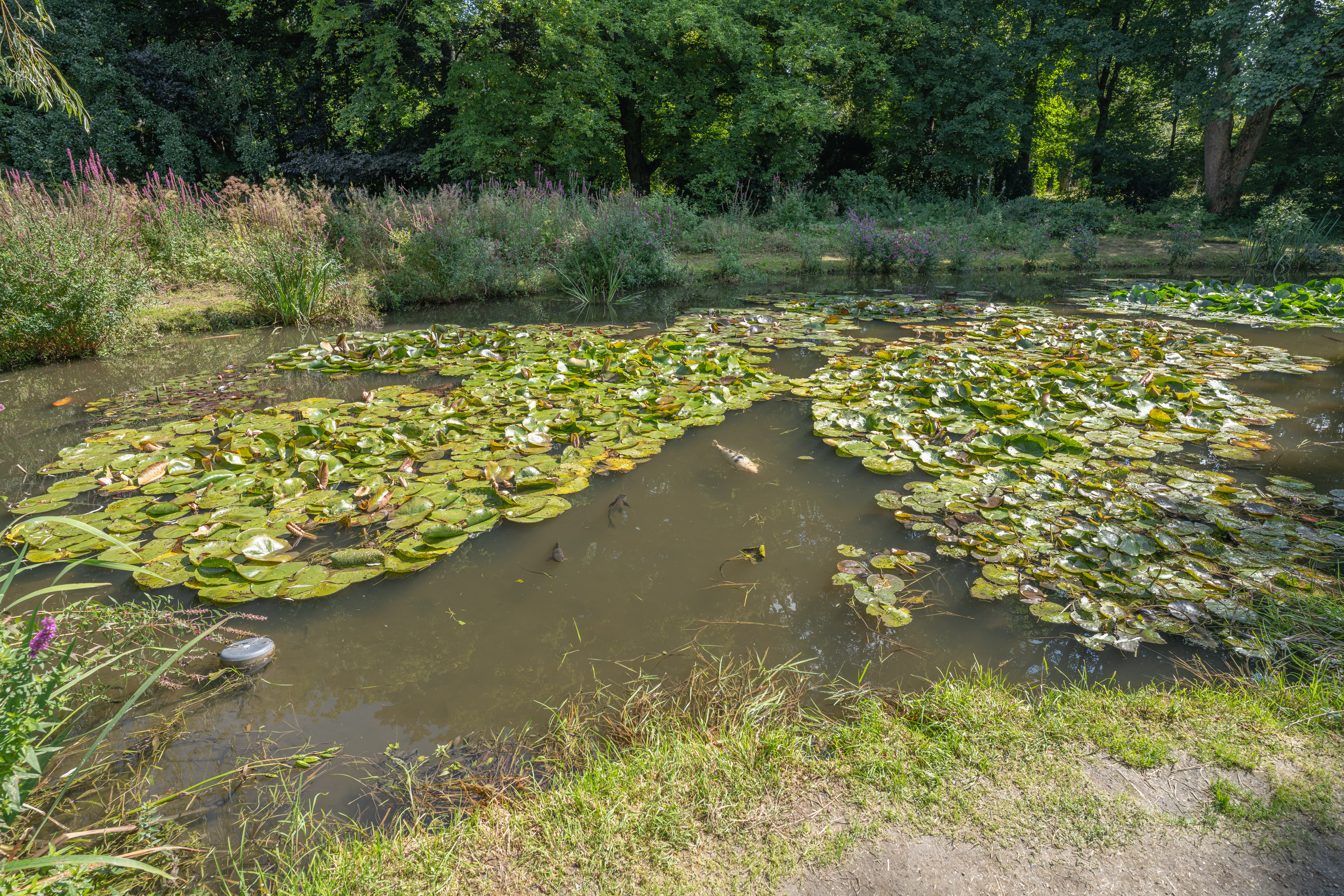
Goldfischteich mit Koi-Karpfen
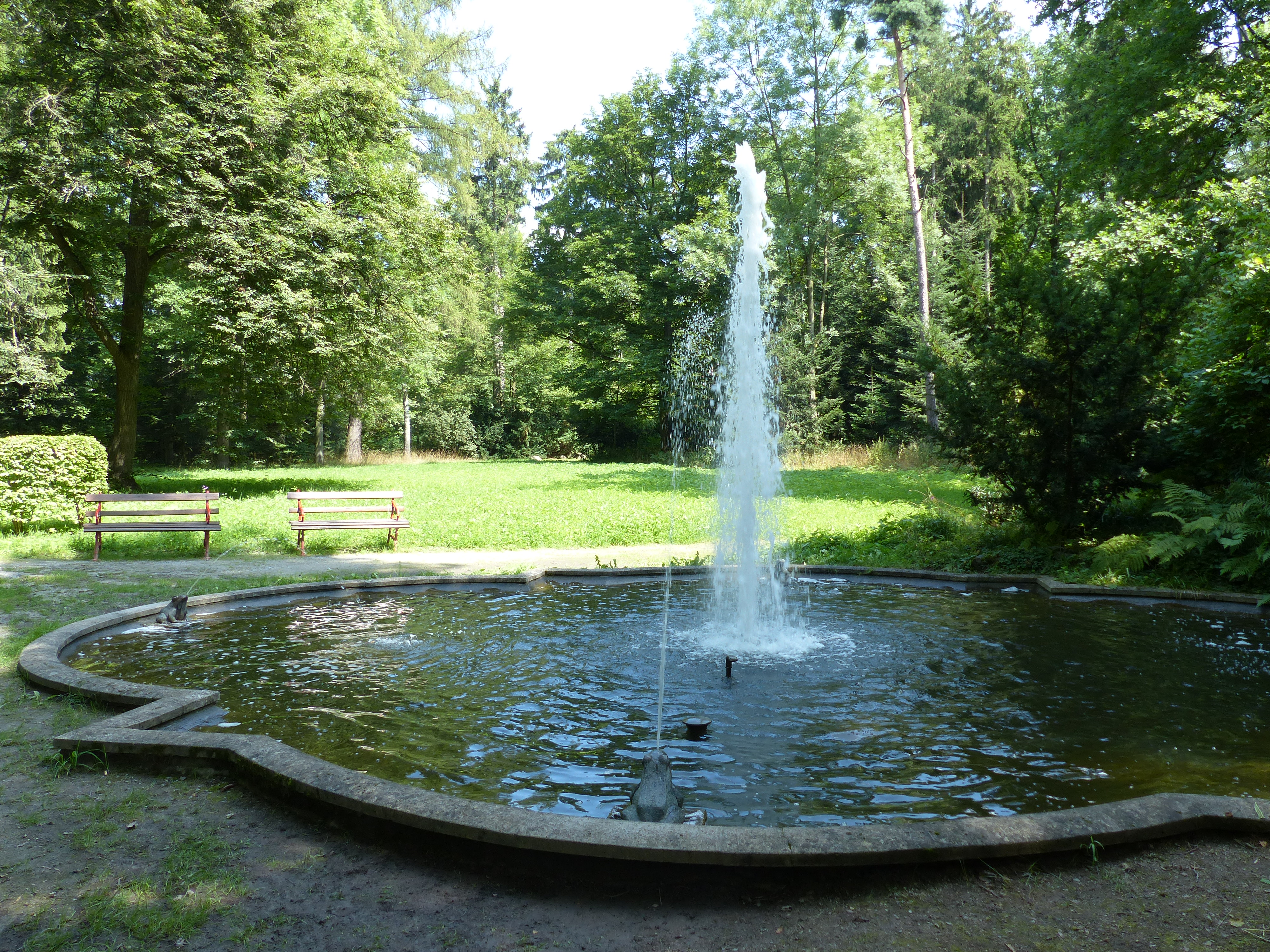
Frosch-Basin
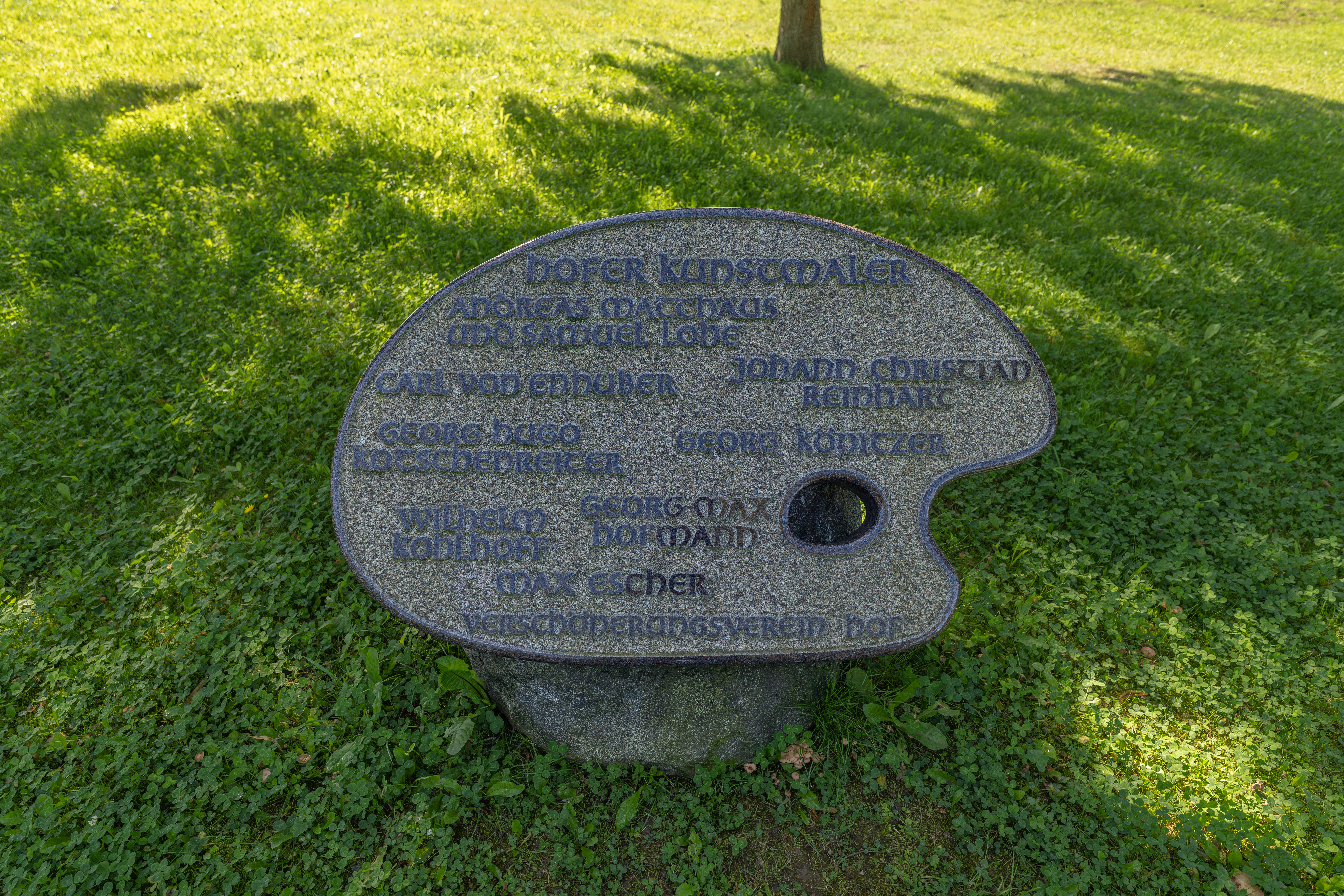
Malerwinkel
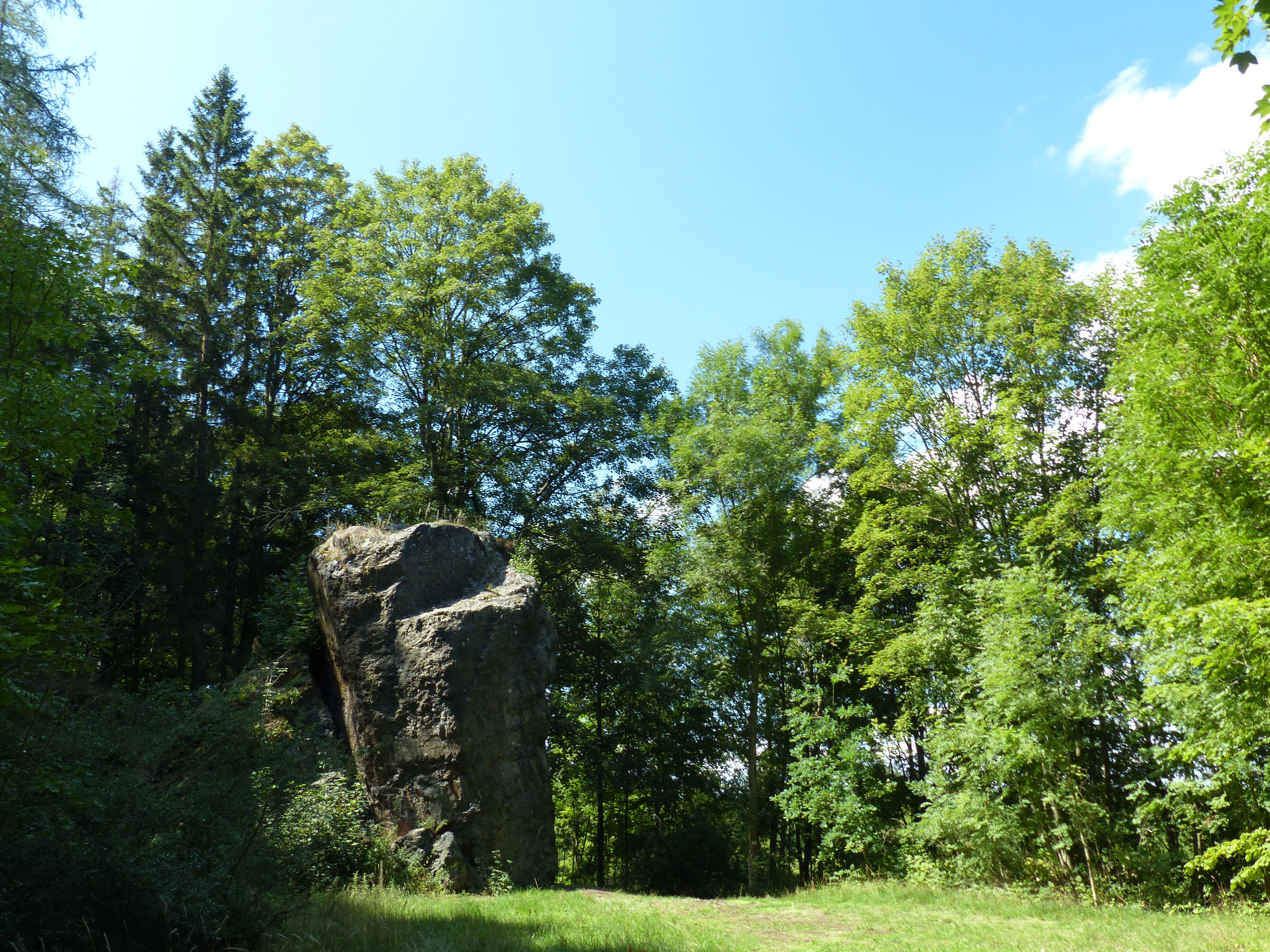
Alter Steinbruch
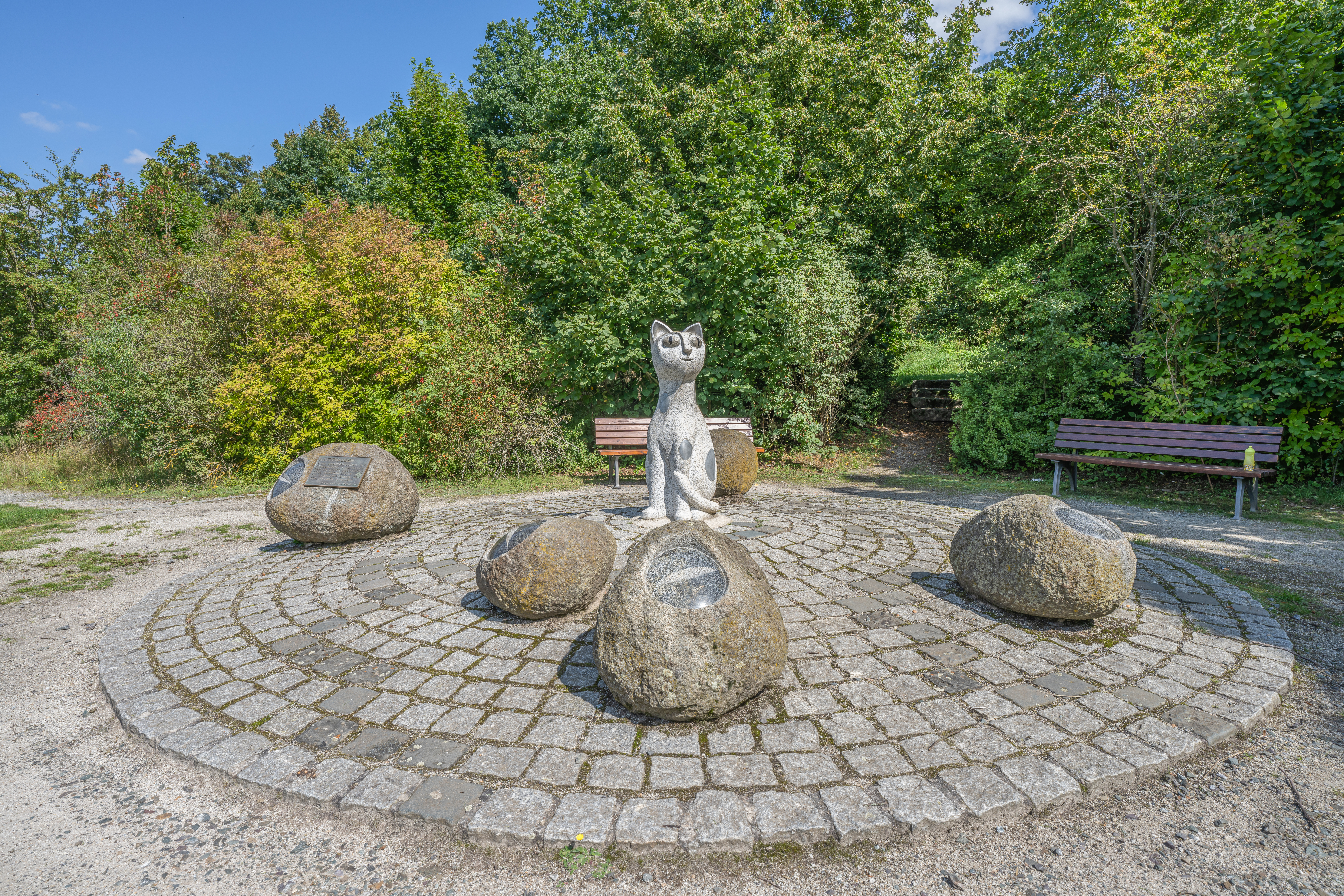
Katzenaugen-Skulptur
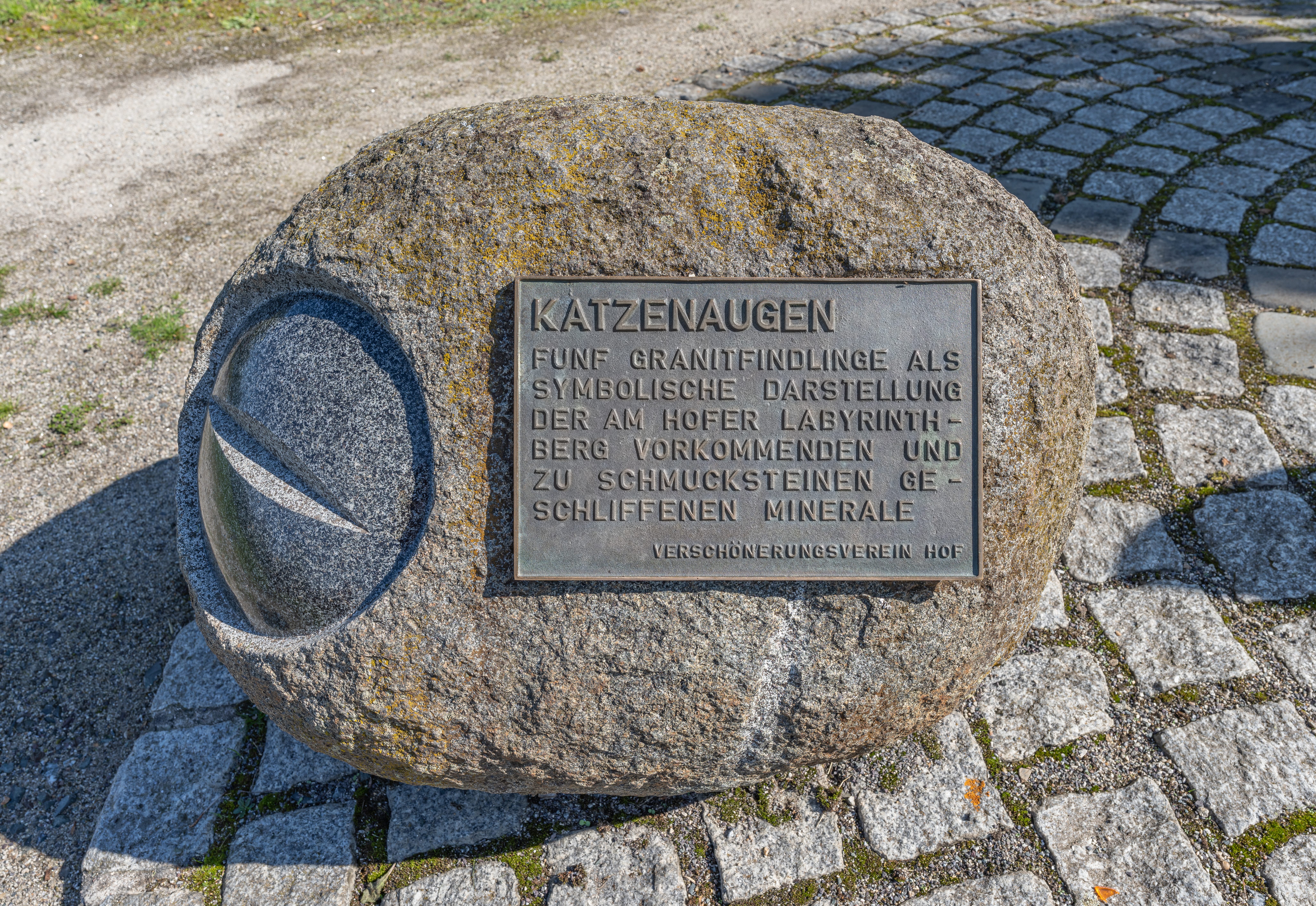
Gedenktafel der Katzenaugen-Skulptur
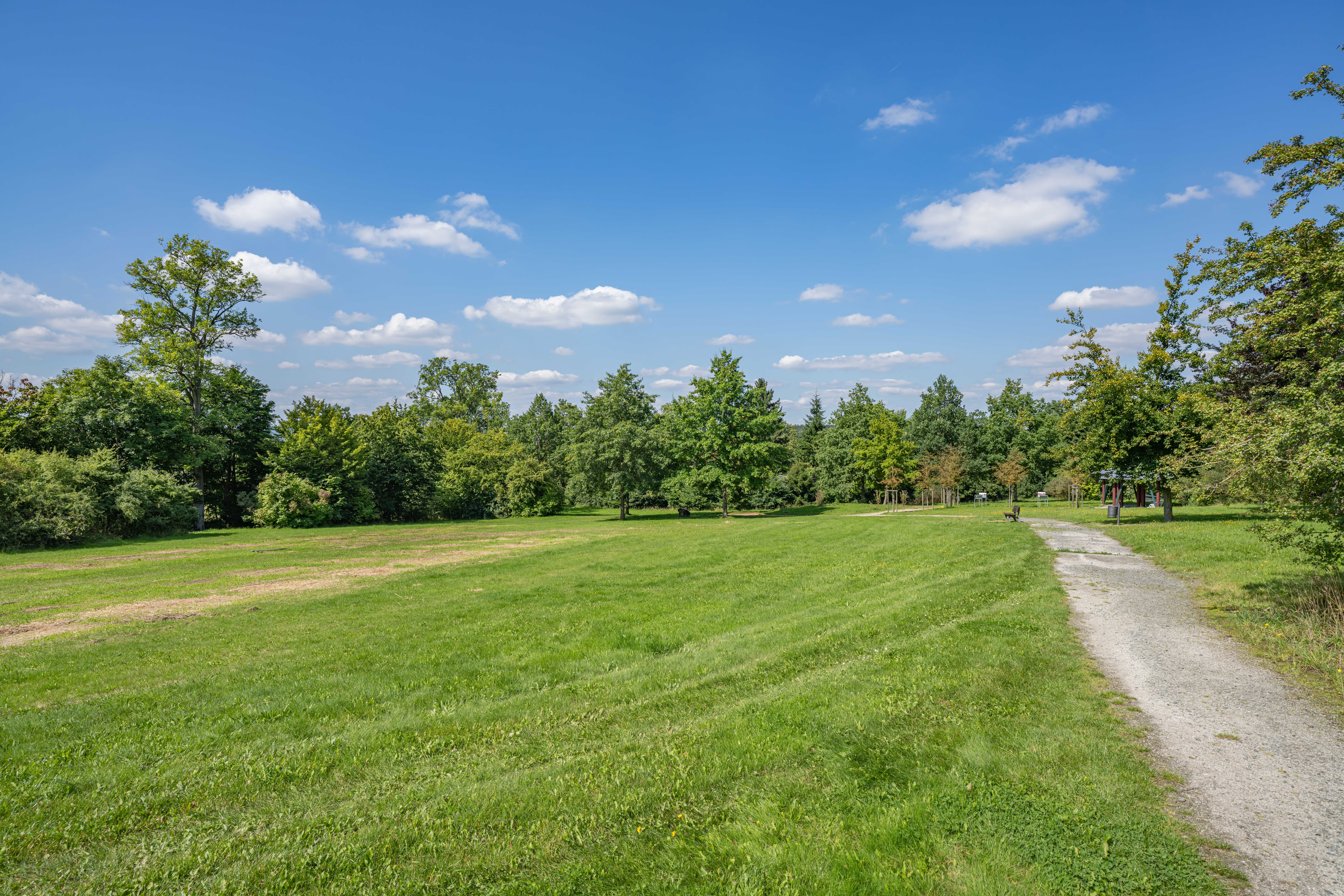
Hermann-Müller-Anlage
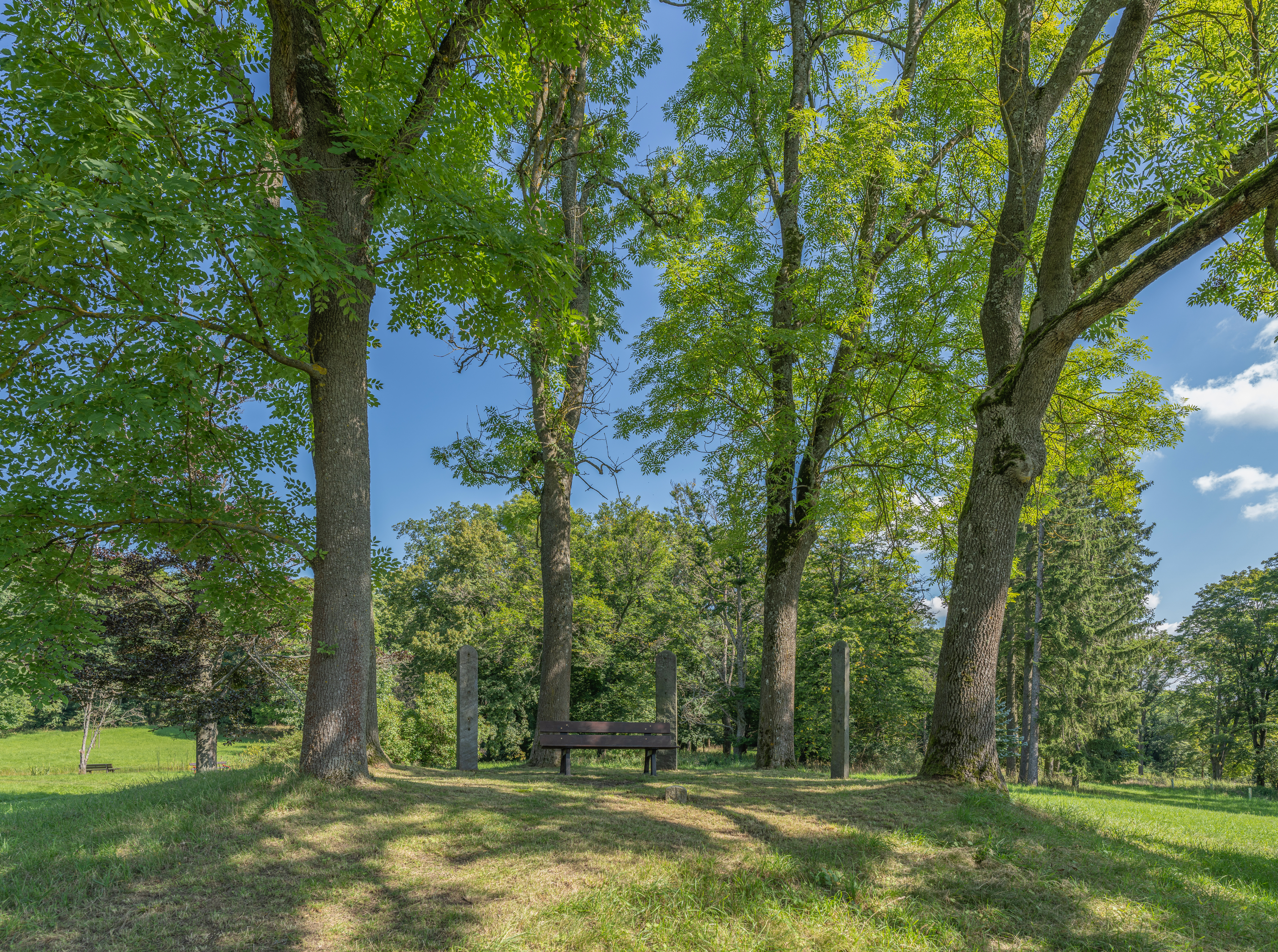
Eschenkreis
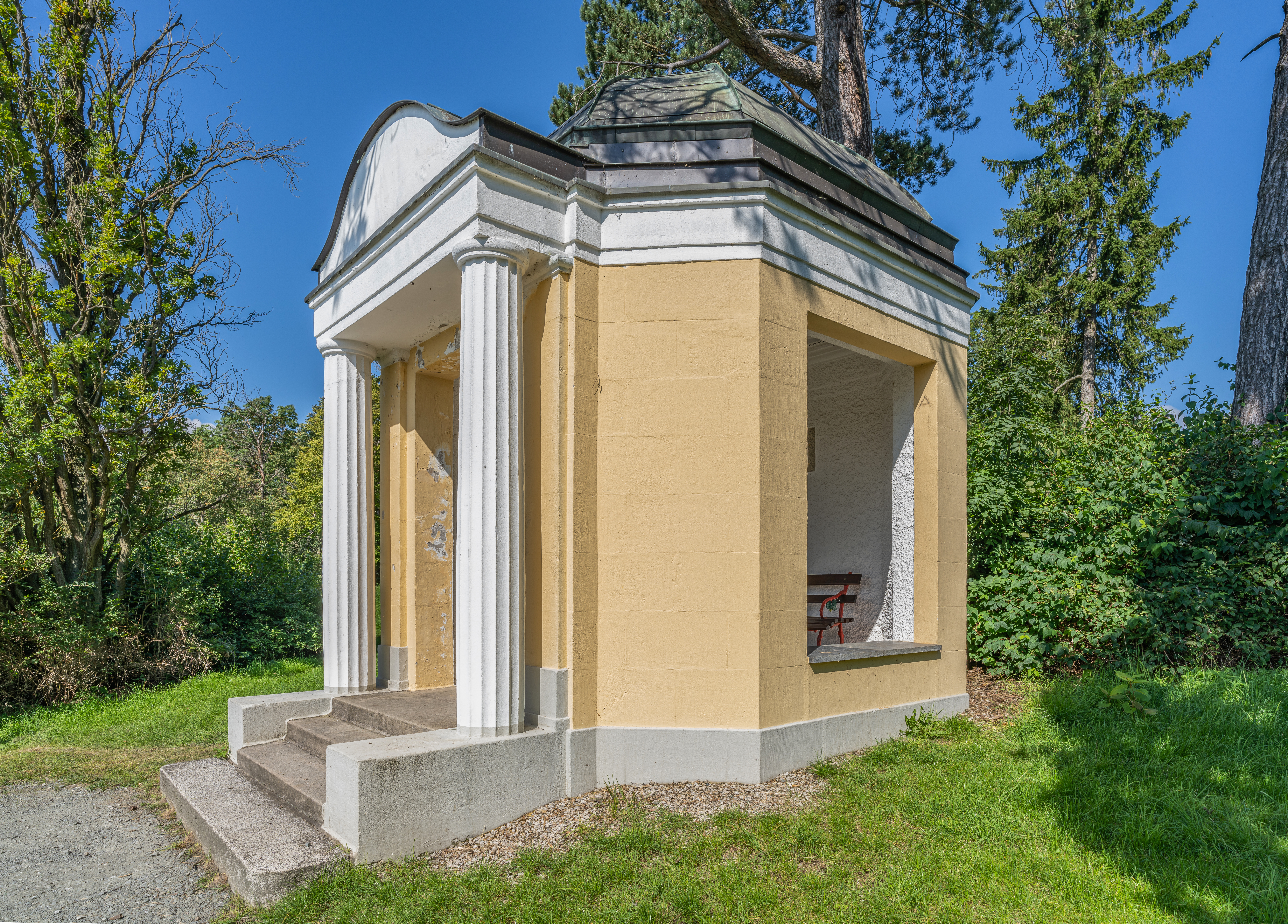
Weisheitstempel

## Bedeutende Gebäude

### Wirtschaftsgebäude (Haus Theresienstein)

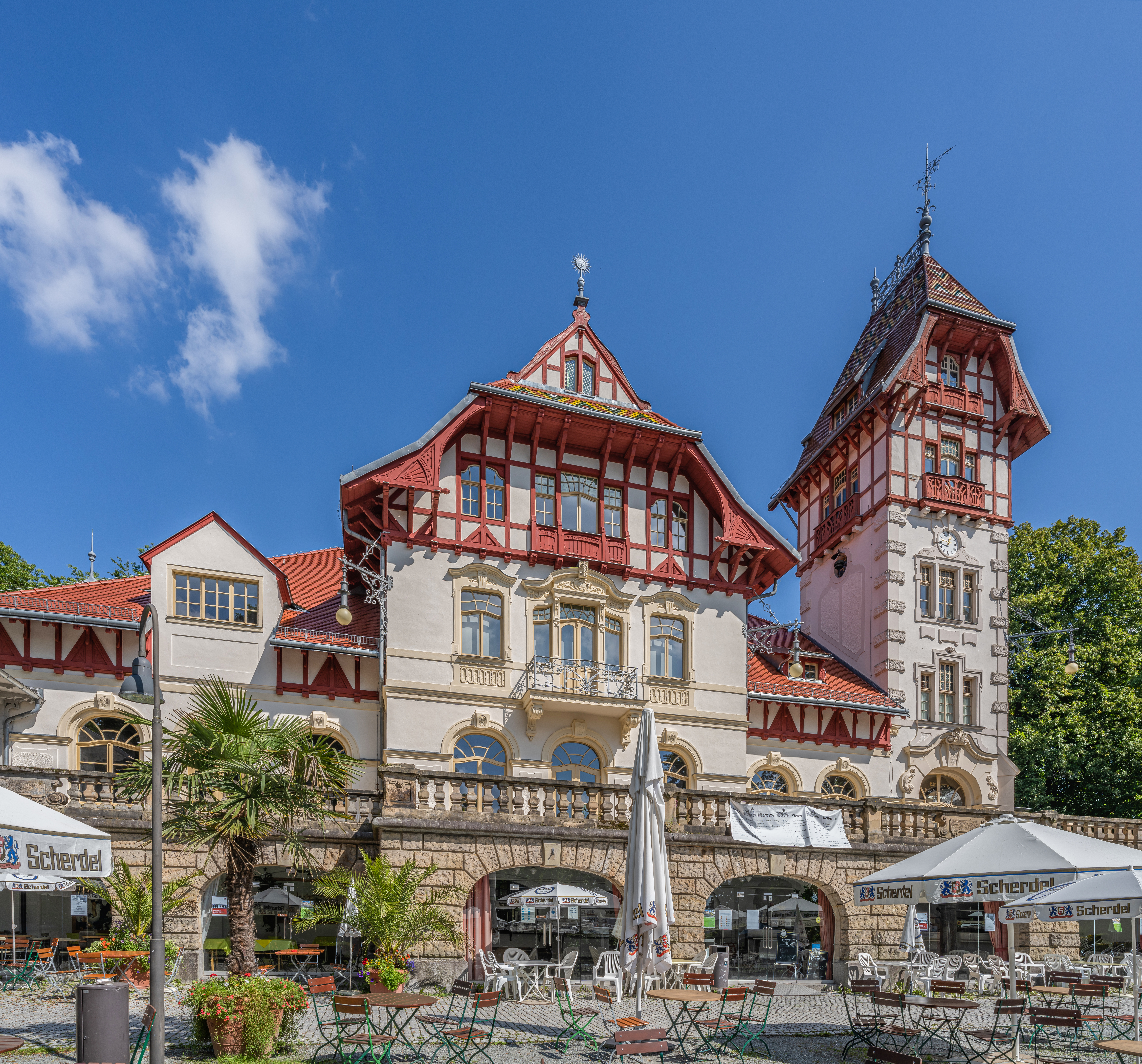
Haus Theresienstein mit Biergarten

Nachdem das alte Wirtschaftsgebäude von 1870 zu klein für den immer weiter erweiterten Park und außerdem marode geworden war, wurde ein neues Gebäude von Stadtbaurat Albert Mollweide, dem Nachfolger von Gottlob Thomas, entworfen. Die neue Augenstil-Villa wurde 1903 gebaut. Anders als in anderen Städten wurde der Bau also nicht von weltlichen oder geistlichen Herrschern veranlasst, sondern von Bürgerinnen und Bürgern, das Haus wurde seit seiner Erbauung gesellschaftlich genutzt. Nach dem Zweiten Weltkrieg erlebte das Gebäude eine Blüte, einige Showbands, wie etwa das RIAS-Tanzorchester, traten auf, auch kamen einige Sänger und Prominente wie Caterina Valente. Später wurden bei Veranstaltungen mehr und mehr Platten aufgelegt, Live-Musik war sehr teuer geworden. Bis zur Landesgartenschau 1994 war das Haus dann ausschließlich Restaurant. Heute ist das Gebäude immer noch Veranstaltungsort, Raum für Feste und Feiern, im Sommer befindet sich im Gebäude eine Sommergaststätte und auf dem Vorplatz ein Biergarten. Gegenüber dem Gebäude, auf der anderen Seite des Vorplatzes, steht ein Musikpavillon, seit der Sanierung in den 1980er Jahren finden dort wieder Konzerte statt.

### Labyrinth-Ruine

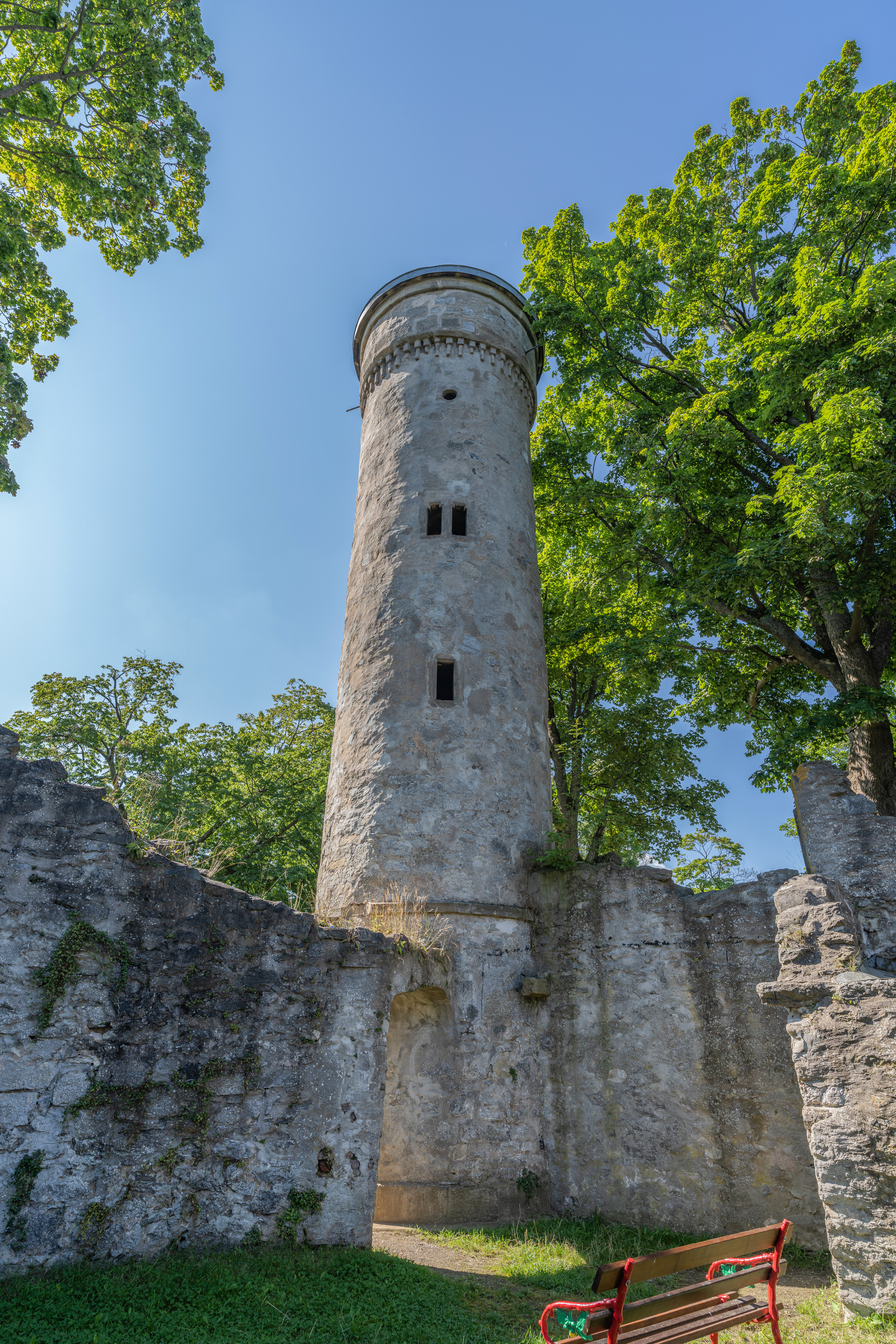
„Burgruine“ am Labyrinth

Die Labyrinth-Ruine steht auf dem Labyrinth-Berg, im östlichsten Teil des Bürgerparks Theresienstein. Es ist der älteste Teil des Parks, einen ersten Irrgarten gab es an dieser Stelle bereits im 17. Jahrhundert, dieser wurde von einem Lehrer angelegt. Dem damaligen Zeitgeist entsprechend sollte die Anlage einer mittelalterlichen Burg gleichen. So verwendete man für die Erbauung auch den übrig gebliebenen Torbogen des 1743 abgebrannten Hofer Schlosses. Die Burganlage besteht aus einem Basteirundbau und einem Söller. Bis in die späten 1960er-Jahre gab es am Labyrinthberg eine Bewirtschaftung für Wanderer und Touristen, diese musste mangels sanitärer Einrichtungen schließen. Der 16 Meter hohe Turm der Ruine ist der Öffentlichkeit zugänglich und ein beliebter Aussichtspunkt der Hofer, 70 Stufen führen bis zur Aussichtsplattform, von der man ins Hofer Umland und ins sächsische Vogtland blicken kann.